# スーパースターK
スーパースターK（朝: 슈퍼스타 K）は韓国Mnetで放送されているリアリティ音楽オーディション番組。優勝特典としてMnet Asian Music Awardsのステージに上がることができる。

## シーズン
- スーパースターK1 - ソ・イングク（勝者）、ジョ・ムングン（準優勝）
- スーパースターK2 - ホ・ガク（勝者）、ジョン・パク（準優勝）
- スーパースターK3 - ウルラルラ・セッション（優勝）、バスカーバスカー（準優勝）
- スーパースターK4 - ロイキム (優勝)、ディッポンス (準優勝)

## 影響力
Mnetはケーブル放送が大きな視聴率を見せている。